# Groșani, Buzău
Groșani este un sat în comuna Costești din județul Buzău, Muntenia, România. Se află în zona de câmpie din sudul județului.